# Furci
Furci é uma comuna italiana da região dos Abruzos, província de Chieti, com cerca de 1.277 habitantes. Estende-se por uma área de 26 km², tendo uma densidade populacional de 49 hab/km². Faz fronteira com Cupello, Fresagrandinaria, Gissi, Monteodorisio, Palmoli, San Buono.

## Demografia
| Variação demográfica do município entre 1861 e 2011                               |
|                                                                                   |
| Fonte: Istituto Nazionale di Statistica (ISTAT) - Elaboração gráfica da Wikipedia |